# Айтаханов, Куаныш Айтаханулы
Куаныш Айтаханулы Айтаханов (каз. Қуаныш Айтаханұлы Айтаханов род. 14 ноября 1947, Отрарский район, Южно-Казахстанская область, Казахская ССР, СССР) — казахстанский государственный и общественный деятель. Депутат Сенат Парламента Республики Казахстан (2005—2017).

## Биография
Родился 14 ноября 1947 года на территории Отрарского сельского округа Отырарского района Южно-Казахстанской области. Происходит из подрода мангытай рода котенши племени конырат.
В 1965 году окончил Жамбылский зоотехническо-ветеринарный техникум, в 1970 году Московскую ветеринарную академию им. Скрябина по специальности «ветеринарный врач», в 1981 году Алма-Атинскую высшую партийную школу по специальности «политолог».
В 1996 году защитил учёное звание кандидата экономических наук, тема диссертации: «Особенности приватизации сельскохозяйственных предприятий на юге Казахстана».
Владеет казахским и русским языками.

## Трудовая деятельность
С 1965 по 1970 годы — Ветеринарный фельдшер Кызылкумской райветстанции.
С 1970 по 1973 годы — Главный ветеринарный врач совхоза им. 22 съезда КПСС Алгабасского района Чимкентской области.
С 1973 по 1975 годы — Инструктор Чимкентского обкома партии, Второй секретарь Чимкентского обкома ЛКСМК.
С 1975 по 1977 годы — Второй секретарь Ленинского райкома партии.
С 1977 по 1983 годы — Председатель Чардаринского райисполкома.
С 1983 по 1987 годы — Председатель Ленинского райисполкома.
С 1987 по 1988 годы — Первый заместитель Председателя Чимкентского облагропрома.
С 1988 по 1992 годы — Первый секретарь горкома, Председатель горсовета г. Арыси.
С 1992 по 1993 годы — Глава Администрации г. Арыси.
С 1993 по 1999 годы — Заместитель Главы Администрации Южно-Казахстанской области, Глава Администрации, Аким Сузакского района Южно-Казахстанской области.
С 1999 по 2003 годы — Аким Сайрамского района Южно-Казахстанской области.
С 2003 по 2005 годы — Аким Отрарского района Южно-Казахстанской области.

## Выборные должности, депутатство
С 1990 по 1993 годы — Депутат Верховного Совета Республики Казахстан XII созыва.
С 2005 по 2017 годы — Депутат Сенат Парламента Республики Казахстан от Южно-Казахстанской области; Член постоянного Комитета по экономической и региональной политике, Секретарь Комитета по аграрным вопросам и охране окружающей среды, Член Комитета по аграрным вопросам, природопользованию и развитию сельских территорий.

## Семья
Сын: Айтаханов, Ерлан Куанышович — аким города Шымкент с 30 июля 2019

## Награды и звания
- Орден «Знак Почёта» (СССР 1982 года)
- Орден Курмет (2004)
- Орден Парасат (2010)[4]
- Почётный гражданин Казыгуртского, Арысского, Сузакского, Сайрамского, Отрарского и Чардаринского районов.
- Почётная грамота Верховного Совета Казахской ССР.
- Благодарственное письмо Первого Президента Республики Казахстан.
- Золотой нагрудный знак Первого Президента Республики Казахстан «Алтын барыс».
- Орден «Содружество» (27 марта 2017 года, Межпарламентская ассамблея СНГ) — за активное участие в деятельности Межпарламентской Ассамблеи и её органов, вклад в укрепление дружбы между народами государств — участников Содружества Независимых Государств[5].
- Медаль «За укрепление парламентского сотрудничества» (24 ноября 2016 года, Межпарламентская ассамблея СНГ) — за особый вклад в развитие парламентаризма, укрепление демократии, обеспечение прав и свобод граждан в государствах — участниках Содружества Независимых Государств[6].
- Почётная грамота Межпарламентской ассамблеи СНГ.
- Почётная грамота Сената Парламента Республики Казахстан и др.
- Почётный гражданин Туркестанской области (2017).[7]
- Государственные юбилейные медали
- 1984 — Медаль «За освоение целинных земель»
- 2001 — Медаль «10 лет независимости Республики Казахстан»
- 2005 — Медаль «10 лет Конституции Республики Казахстан»
- 2006 — Медаль «10 лет Парламенту Республики Казахстан»
- 2008 — Медаль «10 лет Астане»
- 2011 — Медаль «20 лет независимости Республики Казахстан»
- 2015 — Медаль «20 лет Конституции Республики Казахстан»
- 2016 — Медаль «25 лет независимости Республики Казахстан»